# Hans Mauracher (Bildhauer)

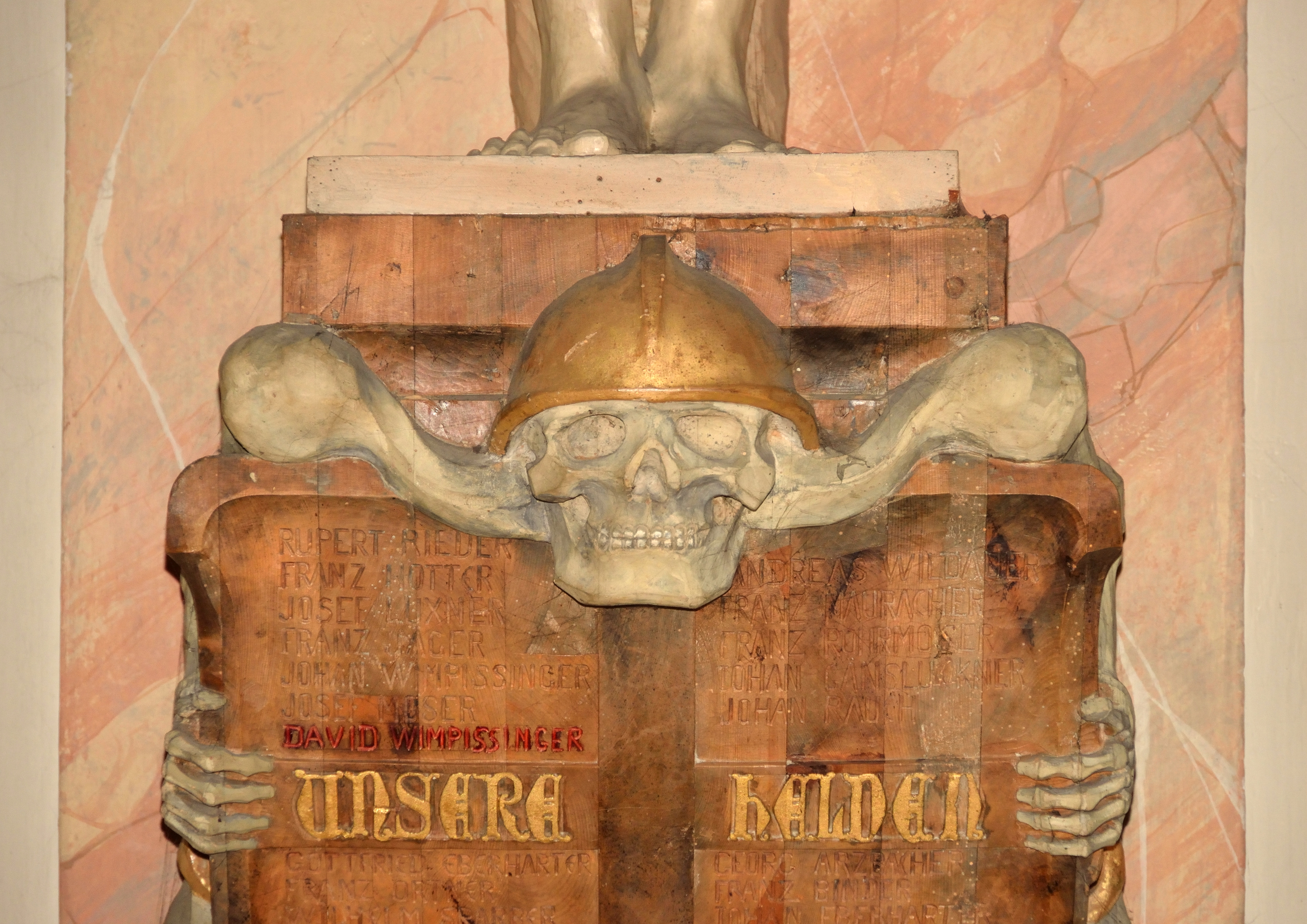
Kriegerdenkmal von Hans Mauracher in der Pfarrkirche von Ried im Zillertal, geschaffen 1920 (Detail)

Hans Mauracher (* 1. Juli 1885 in Kaltenbach im Zillertal; † 22. August 1957 in Graz) war ein österreichischer Bildhauer.

## Leben
Hans Mauracher wuchs als jüngstes von fünf Kindern des Wagnermeisters Johann Mauracher und seiner Frau Elisabeth, geborene Angerer, im Dorf Kaltenbach heran. Der Vater pflegte seinen Kindern Spielzeugfiguren aus Holz zu schnitzen, was der kleine Hans bald selbst versuchte und darin schon als Volksschüler großes Geschick zeigte. Er erlernte den Beruf eines Holzdrechslers in Schwaz, wo er in einem Konzert seine Liebe zur Musik entdeckte. Er erlernte das Geigenspiel, was ihm in den folgenden Wanderjahren oft zu einem kargen Einkommen als Musiker bei Tanzveranstaltungen verhalf. Er arbeitete in etlichen metallverarbeitenden Berufen in Regensburg, Düsseldorf und Eisenach, leistete seinen Militärdienst als Musiker im 1. Tiroler Kaiserjägerregiment und besuchte 1909 bis 1912 die Kunstgewerbeschule in München. Anschließend war er zwei Jahre lang Schüler von Karl Janssen an der Kunstakademie Düsseldorf.
In den Jahren 1914 bis 1918 diente er im Heer. Nach Kriegsende nahm Oberst Karl von Spur den kunstsinnigen Soldaten mit nach Graz, wo er ihm eine Existenz bot, die ihm auch ermöglichte sich der Bildhauerei zu widmen. Als 1923 die Grazer Sezession gegründet wurde, zählte er zu den Gründungsmitgliedern. Es folgten Reisen nach Italien, Düsseldorf und Köln. 1930 errichtete er in Waldhof bei Mariatrost in der Nähe von Graz ein eigenes Haus mit Atelier, in dem er mit seiner Frau Ida bis zu seinem Tod lebte und arbeitete. Dort befand sich für einige Zeit das Hans-Mauracher-Museum.

## Rolle im Nationalsozialismus
1933 wurde Mauracher illegales Mitglied der NSDAP, er beantragte am 14. November 1938 die Aufnahme in die Partei und wurde zum 1. Januar 1940 aufgenommen (Mitgliedsnummer 7.925.468). Er schuf mehrere programmatische Werke im Sinne der NS-Ideologie. In der Literatur wird Mauracher als eindeutig gesinnungsmäßiger Nationalsozialist beschrieben.

## Werk
Religiosität, Heimatliebe und Naturnähe kennzeichnen die Persönlichkeit Maurachers. Ergriffenheit hafte seinen Werken an, aber auch tiefe Symbolik; er hebe die Gestalten ins Zeitlose, wenn abstrakte Begriffe in ihnen bildhaft werden, sagt J.G.Kölly im Jahre 1930 über ihn. Sein Œuvre umfasst zahlreiche öffentliche Arbeiten, Denkmäler, Bauplastiken, sakrale Aufträge, (z. B. „der Engel Raphael“ und „der junge Tobias“ am Riesentor des Wiener Stephansdoms), Krippen. Als Porträtist hat er viele Persönlichkeiten der Gesellschaft und Kunstwelt seiner Zeit abgebildet (u. a. Anton Wildgans, Konrad Adenauer, Franzsepp Würtenberger). Zweimal wurde ihm eine Bühnenausstattung übertragen. Bis zum Ende seines Lebens entstanden auch eine große Zahl von Kleinplastiken, die von seiner starken bäuerlich-volkstümlichen Bindung und seiner Neigung zur symbolischen Darstellung zeugen. Als Künstler wurde er auch nach 1945 hoch geschätzt und mehrfach ausgezeichnet, allerdings wurde er nicht mehr in die wieder neugegründete Sezession aufgenommen.

## Ehrungen
- Silberne Medaille der Stadt Graz 1924
- Goldene Medaille der Stadt Graz 1926
- Österreichische Staatsmedaille
- Medaille der Stadt Linz 1937
- Ernennung zum Professor 1950
- Ernennung zum Bürger der Stadt Graz 1955
- Benennung der Hans-Mauracher-Straße in Graz, 1961[4]
- Gedenktafel mit Porträtbüste an seinem Geburtshaus in Kaltenbach, 1985[5]